# Tremplin du Praz
Tremplin du Praz – kompleks skoczni narciarskich we francuskiej miejscowości Courchevel.

## Historia
Pierwsza skocznia narciarska w dzielnicy Le Praz w Courchevel powstała już na początku lat 30. XX wieku. W 1944 r. w miejscu dzisiejszego kompleksu powstała kolejna tymczasowa skocznia. Kolejne obiekty istniały również na Courchevel 1850 .
Następnie na Zimowe Igrzyska Olimpijskie w Albertville 1992 zbudowane zostały skocznie K120 i K90. Prace budowlane rozpoczęły się w 1989 r. i trzeba było przetransportować 30 000 m³ ziemi i kamienia w celu uformowania skoczni narciarskich na wzgórzu i ochrony przed wiatrem. Jednocześnie na miejscu zatrudnionych było do 200 pracowników, a całkowity koszt budowy wyniósł blisko 20 milionów euro - ponad dwukrotnie więcej niż pierwotny budżet.
Na skoczniach odbyły się konkursy Igrzysk Olimpijskich w Albertville w 1992 roku. Na skoczni normalnej triumfował Ernst Vettori, natomiast na skoczni dużej złotym medalistą został 16-letni Toni Nieminen. Na skoczni dużej rozgrywane są konkursy Letniego Grand Prix i Pucharu Kontynentalnego. W 2011 roku w ramach Letniej Grand Prix rozegrano konkurs, w którym Kamil Stoch pobił letni rekord skoczni, uzyskując 137 metrów. Rekord letni wyrównali w 2022 roku podczas Letniego Grand Prix dwaj austriaccy skoczkowie: Michael Hayböck i Daniel Tschofenig. Obecnie skocznia służy jako miejsce do treningów reprezentacji Francji w skokach narciarskich i kombinacji norweskiej.
Na skoczniach kompleksu Tremplin du Praz zostaną rozegrane zawody w skokach narciarskich i kombinacji norweskiej w ramach Zimowych Igrzysk Olimpijskich 2030.